# Adam Irigoyen
Adam Irigoyen (Miami, Florida; 5 de agosto de 1997) es un actor, cantante, rapero y bailarín estadounidense. Es conocido por su papel como Deuce Martínez en la serie original de Disney Channel Shake It Up.

## Carrera
Irigoyen comenzó su carrera a la edad de 11 años. Apareció en varios anuncios y campañas de impresión. También actuó en un capítulo de Wizards of Waverly Place, haciendo de la conciencia de Max. Con su madre de origen cubano, y padre neoyorqino y los abuelos paternos del norte de España, vascos, demostró en el programa Zapping Zone saber hablar muy bien el idioma español, con acento cubano.

## Filmografía
| Televisión       | Televisión               | Televisión        | Televisión                                                                                     | Televisión |
| Año              | Título                   | Personaje         | Notas                                                                                          |            |
| ---------------- | ------------------------ | ----------------- | ---------------------------------------------------------------------------------------------- | ---------- |
| 2009             | Wizards of Waverly Place | Conciencia de Max | Estrella invitada (Temporada 3, episodio 5)                                                    |            |
| 2010 - 2013      | Shake It Up              | Deuce Martínez    | Rol principal (72 episodios)                                                                   |            |
| 2011             | Good Luck Charlie        | Deuce Martínez    | Episodio Crossover (Charlie Shakes It Up)                                                      |            |
| 2011             | Peter Punk               | Tito              | Episodios: "Influencia Punk" y "El Coach"; Estrella invitada, Serie de Disney XD Latinoamérica |            |
| 2014             | 2 Broke Girls            | Hector            | Temporada 3, Episodio 24 "And the first degree"                                                |            |
| 2015 - 2018      | The Last Ship            | Ray Diaz          | 25 episodios                                                                                   |            |
| 2016—2018        | The Fosters              | Kyle Snow         | 6 episodios serie de TV Freeform                                                               |            |
| 2020             | Henry Danger             | Brandon           | 2 episodios                                                                                    |            |
| Apariciones      |                          |                   |                                                                                                |            |
| 2011             | Zapping Zone             | Él mismo          | Invitado, Programa de Disney Channel Latinoamérica                                             |            |
| Vídeos musicales |                          |                   |                                                                                                |            |
| Año              | Vídeo                    | Artista           | Director                                                                                       |            |
| 2012             | "Roam"                   | Caroline Sunshine |                                                                                                |            |

## Discografía

### Álbumes

#### Álbumes de bandas sonoras
| Título                                                             | Detalles del álbum                                                                           | Tabla de posiciones | Tabla de posiciones | Tabla de posiciones |
| Título                                                             | Detalles del álbum                                                                           | US                  | US OST              | US Kids             |
| ------------------------------------------------------------------ | -------------------------------------------------------------------------------------------- | ------------------- | ------------------- | ------------------- |
| Shake It Up: Live 2 Dance                                          | - Publicado: 20 de marzo de 2012 - Formato: CD, descarga digital - Discográfica: Walt Disney | —                   | —                   | —                   |
| "—" indica que no fue lanzado o no se posicionó en ese territorio. |                                                                                              |                     |                     |                     |

### Sencillos
| Título                                                                         | Año  | Tabla de posiciones | Tabla de posiciones | Tabla de posiciones | Álbum                      |
| Título                                                                         | Año  | US                  | US Digital          | CAN                 | Álbum                      |
| ------------------------------------------------------------------------------ | ---- | ------------------- | ------------------- | ------------------- | -------------------------- |
| "Monster Mash" (con Kenton Duty y Davis Cleveland)                             | 2011 | —                   | —                   | —                   |                            |
| "Show Ya How" (con Kenton Duty)                                                | 2012 | —                   | —                   | —                   | Shake It Up: Break It Down |
| "—" indica que el sencillo no fue lanzado o no se posicionó en ese territorio. |      |                     |                     |                     |                            |

### Videos musical
| Año  | Canción                                                        | Notas                   |
| ---- | -------------------------------------------------------------- | ----------------------- |
| 2011 | "Monster Mash" Vídeo musical con Kenton Duty y Davis Cleveland | School girl (Colegiala) |

## Premios y nominaciones
| Año  | Premiación          | Categoría | Trabajo     | Resultado | Ref.        |
| ---- | ------------------- | --- | ----------- | --------- | ----------- |
| 2011 | Young Artist Awards | Mejor Elenco Joven en Una Serie de TV (compartido con Bella Thorne, Zendaya, Roshon Fegan, Davis Cleveland, Kenton Duty, Caroline Sunshine) | Shake It Up | Nominados | [ 6 ]       |
| 2012 | Young Artist Awards | Mejor Elenco Joven en Una Serie de TV (compartido con Bella Thorne, Zendaya, Roshon Fegan, Davis Cleveland, Kenton Duty, Caroline Sunshine) | Shake It Up | Nominados | [ 7 ]       |
| 2012 | ALMA Awards         | Actor de TV Favorito - Papel Secundario en Una Comedia                                                                                      | Shake It Up | Nominado  | [ 8 ] [ 9 ] |